# Zamek w Horożance
Zamek w Horożance – obronny zameczek wybudowany w XVI w. przez ród Makowieckich herbu Pomian.

## Położenie, historia
Warownia usytuowana była na zachodnim brzegu Horożanki, która jest dopływem Dniestru. Zamek w trakcie wielu wojen i napaści był niszczony, po czym zawsze stawiano go na nowo.

## Architektura
Do budowy zamku zastosowano grubo ciosany kamień. Warownia wybudowana na rzucie prostokąta składała się z budynku mieszkalnego z basztami na rogach, który otaczał spory wał i fosa. Do budynku prowadziła sień przechodząca w korytarz. Z korytarza można było dostać się do paru pokoi. Wjazd do zamku wiódł przez most zwodzony. Pod budynkiem mieszkalnym znajdowały się piwnice z tunelem ucieczkowy do lasu długości 5 km. W kolejnych latach wejście do tunelu zamurowano. W XIX w. rozebrano średniowieczny most zwodzony, zniwelowano wały ziemne i zasypano fosy.

## Dwór
Przez wieki warownia zamieniła się w ruinę,  na której resztkach zbudowano dwór. Do starej kondygnacji z ciosanego kamienia dobudowano drugą z cegły i drewna. Resztki baszt przebudowano na pokoje basztowe a całość nakryto czterospadowym dachem. Parter wiekowego zamku oraz gotyckie piwnice stały się ozdobą nowego wybudowanego dworu. Na początku XIX w. majątek należał do rodu Chojeckich, a następnie do Stanisława Malinowskiego od 1850 r. herbu Ślepowron, który miał trzy córki. Horożanka przypadła Joannie, która wyszła za mąż za Ignacego Romanowskiego h. Bożawola. W 1912 r. majątek odziedziczył jej syn, Aleksander Romanowski, który w 1942 r. zmarł w Teheranie. 